# Église Sainte-Agathe de Berchem-Sainte-Agathe
L’église Sainte-Agathe (en néerlandais : Sint-Agathakerk) est un édifice religieux catholique sis à Berchem-Sainte-Agathe, commune nord-occidentale de la ville de Bruxelles en Belgique. De style néo-roman elle fut construite en 1938 pour remplacer l’ancienne église devenue trop petite. Elle est le lieu de culte de la communauté paroissiale catholique de la localité. 

## Histoire

### Ancienne église
Datant du XIIe siècle, plusieurs fois rénovée, sa paroisse s'étendait sur les actuels communes de Berchem-Sainte-Agathe, Koekelberg, et des parties de Ganshoren et Jette. 
Elle est désacralisée et est aujourd'hui un centre culturel. 

### Nouvelle église
Construite en pierre et de style néo-roman, l’église date de 1938. Sa façade fut terminée en 1982. Elle n’a pas de tour-clocher.
L’église Sainte-Agathe est église paroissiale de la communauté catholique de Berchem-Sainte-Agathe. La paroisse avait donné son nom au village, aujourd'hui commune de Bruxelles. Elle fait partie, aujourd'hui de l’unité paroissiale ‘Père-Damien’ du doyenné de Bruxelles Nord-Est.

## Patrimoine
- Un certain nombre d’œuvres d’art furent transférées de l’ancienne église (sis rue de l’Allée verte) dans cette nouvelle église Sainte-Agathe. Entre autres : quatre portraits attribués à Gaspard de Crayer. Une autre toile, représentant la rencontre du Christ avec Jean-Baptiste est, semble-t-il de Antoine Van Dyck.
- Deux gracieuses statues, l’une de sainte Agathe de Catane et l’autre de sainte Rita de Cascia surplombent les autels latéraux.